# Biserica Greacă din Constanța
Biserica Greacă din Constanța (Metamorphosis), cu hramul "Schimbarea la față", a fost ridicată între anii 1863 și 1865 prin contribuția coloniei grecești din oraș, care a primit aprobarea sultanului Abdul Azis. 
Biserica nu are turle, din cauza restricțiilor impuse de autoritățile otomane care stăpâneau la acea dată teritoriul Dobrogei, condiția obligatorie impusă pentru construcție fiind ca turlele sale să nu depășească în înălțime minaretul geamiei din Constanța. Clădirea a fost proiectată de către arhitectul grec Janis Teodoride și a fost realizată din cărămidă și marmură albă adusă din Grecia.
Până în anul 1900, la Biserica Greacă se oficiau toate slujbele prilejuite de diferitele evenimente de seamă ale orașului. Aceasta pentru că a fost prima biserică construită în oraș, cea românească fiind inaugurată abia în 1895. 
În anul 1954, biserica a fost declarată monument istoric și inclusă în patrimoniul național. În momentul de față biserica "Schimbarea la față" are statut de parohie mixtă româno-elenă, slujbele fiind ținute atât în limba română, cât și în limba greacă.